# Свемирске снаге (ТВ серија)
Свемирска снага (енгл. Space Force) је америчка хумористичка веб телевизијска серија. Творци серије су Грег Данијелс и Стив Карел, центрира се на групу људи који имају задатак да направе шесту грану Оружаних снага САД, Свемирску снагу САД. Главне улоге тумаче Карел, Џон Малкович, Бен Шворц, Дијана Силверс и Тони Њусам. Премијера серије била је 29. маја 2020. године на стриминг платформи Netflix.

## Радња
Свемирска снага је хумористичка серија на радном месту и центрира се на групу људи који имају задатак да направе шесту грану Оружаних снага САД, Свемирску снагу САД. Карелов лик, Марк Нејрд, је први генерал Свемирске снаге и главни је у подухвату и серија прати његов рад како би добио „чизме Месеца” до 2024. године, по наређењима председника.